# 横田瑞穂
横田 瑞穂（よこた みずほ、男性、1904年 - 1986年2月19日）は、ロシア文学者。元早稲田大学名誉教授。
北海道函館市出身。早稲田大学露文科卒。井伏鱒二に師事した。戦時中は情報局嘱託。1949年から母校の教員となり、教授として五木寛之や後藤明生を教えた。1974年定年退職。
ミハイル・ショーロホフ『静かなドン』の翻訳で知られる。他にゴーリキー、ゴーゴリなどの翻訳がある。

## 翻訳
- 「同時代者への書簡」（ドストエフスキイ、三笠書房、『ドストエフスキイ全集18』） 1936
他に「書簡 ツルゲエネフへの書簡」（中山省三郎訳）、「妻への書簡 - 一八七四年七月より一八八〇年にいたる」（谷耕平訳）、「書簡を通じて見たるドストイエフスキイ」（アンドレ・ジッド）が収載
- 『文芸書簡集』（ゴリキイ、ナウカ社）  1936
- 『大膽な子鴨』（ミハイル・プリシュヴィン、中央公論社） 1942
- 『イ・ヴェ・スターリン』（マルクス・エンゲルス・レーニン研究所、ソヴィエト文化社） 1946
- 『狂人日記』（ゴーゴリ、蔵原惟人共訳、日本評論社） 1950、のち改訳「狂人日記　他二篇」岩波文庫
- 『鋼鉄はいかに鍛えられたか』（オストロフスキー、日野守人共訳、青木書店） 1953
- 『ロシア文学名作選』（牧書店、学校図書館文庫70） 1956
「ギターひきのケリブ」（フレールモントフ）
「ワーニカ」（チエーホフ）
「勇者ダンコの話」（ゴリキー）
「アルヒープじいさんとリョーニカ」（ゴリキー）
「カフカズのとりこ」（トルストイ）
「ムムー」（ツルゲーネフ）
「駅長」（プーシキン）
- 『静かなドン』全8巻（ショーロホフ、河出文庫） 1956。岩波文庫 1959、復刊1988、2001

他に河出書房新社「世界文学全集」、平凡社「ロシア・ソビエト文学全集」
- 『ひらかれた処女地 第1部』上・下（ショーロホフ、岩波文庫） 1957
- 『トルストイ童話集』（トルストイ、牧書店） 1960
- 『鋼鉄はいかに鍛えられたか』上・下（オストロフスキー、新日本出版社、世界革命文学選1・4） 1962 - 1963。新日本文庫、1986。単独訳
- 『母』上・下（ゴーリキー、岩波文庫） 1963
- 『ひらかれた処女地 第2部』上・下（ショーロホフ、岩波文庫） 1965 - 1970
- 『ゴーリキー短篇集』（ゴーリキー、上田進共訳、岩波文庫） 1966
- 『死せる魂』上・中・下（ゴーゴリ、平井肇共訳、岩波文庫） 1977